# Конторнина (Бјела)
Конторнина је насеље у Италији у округу Бијела, региону Пијемонт.
Према процени из 2011. у насељу је живело 211 становника. Насеље се налази на надморској висини од 513 м.